# Ère comprimée
Ère comprimée est un magazine français de bande dessinée de science-fiction qui a été édité par Campus éditions de Bayonne de décembre 1979 à octobre 1986. 
Ce magazine a publié en noir et blanc, et en couleur, des bandes dessinées parues dans le magazine américain 1984 (en) édité par Warren Publishing.
Des recueils semestriels et annuels reprenant de 3 à 6 numéros sont parus ultérieurement.

## Auteurs publiés
- Horacio Altuna, Fictionnaire
- Alfonso Azpiri
- Josep M. Bea
- Luis Bermejo, La pyramide du soleil noir, Monde des ténèbres, Machupicchu, le trésor des Incas
- Richard Corben, Une femme dédaignée, Monde mutant, Le reveil
- Fernando Fernández, Cercles, Zora
- Carlos Giménez, Hom
- Juan Gimenez, L'étrange procès de Roy Ely
- Archie Goodwin
- Domingo Mandrafina, Harry Cover
- Esteban Maroto, La Vénus des étoiles
- Dick Matena, Le duel, La toile d'araignée
- Rafa Negrete, Cosmopolis
- Alex Niño, La boite à malice
- José Ortiz
- Georges Ramaïoli, Mado et Maildur
- John Severin, Œil pour œil
- Manfred Sommer, Le voyage
- Jim Starlin, Duel
- Frank Thorne, Ghita d'Alizzar
- Al Williamson, Le retour
- Wallace Wood
- Berni Wrightson